# Hagengebirge (Neuguinea)
Das Hagengebirge (englisch Hagen Mountains) ist ein über 3000 m hohes Gebirge in Papua-Neuguinea, gelegen im Nordosten der Insel Neuguinea. Das Gebirge liegt im Gebiet der ehemaligen deutschen Kolonie Deutsch-Neuguinea im Kaiser-Wilhelms-Land, westlich parallel zum mittleren Ramutal. Es wurde 1896 entdeckt und nach Curt von Hagen benannt, dem damaligen Generaldirektor der Neuguinea-Kompagnie und Landeshauptmann von Deutsch-Neuguinea. Curt von Hagens Vater war der kgl. Adjutant und Generalleutnant Heinrich von Hagen; Curt von Hagen war damit ein Großenkel des Universalgelehrten und Kant-Freunds Karl Gottfried Hagen aus Königsberg.
Das Hagengebirge ist ein relativ kompaktes Gebirgsmassiv vulkanischen Ursprungs. Sein höchster Gipfel ist der 3778 m hohe Hagensberg (Mount Hagen), nach dem auch die etwa 25 Kilometer südöstlich gelegene Stadt Mount Hagen benannt ist.